# Dichagyris furiosa
Dichagyris furiosa är en fjärilsart som beskrevs av Bang-haas 1912. Dichagyris furiosa ingår i släktet Dichagyris och familjen nattflyn. Inga underarter finns listade i Catalogue of Life.